# 隗囂
隗囂（前1世纪？—33年春），字季孟，天水成紀（今甘肃省秦安县）人。是新朝末年到東漢初年的割據諸侯之一。

## 生平
隗囂出身隴右世族，在州郡為官，以通經學闻名陇上，國師劉歆舉為國士。劉歆自杀後，隗囂返乡。
更始元年七月（新地皇四年八月）王莽兵連敗，隗囂建復漢年號為號召，与兄隗义及上邽杨广、冀县周宗攻下平襄，殺镇戎郡大尹，以平陵縣人方望爲軍師，趁勢攻克雍州，殺州牧陈庆；攻克安定郡，殺大尹王向，即平阿侯王谭之子。
漢更始元年十月（新地皇四年十一月，復漢元年十月）王莽被殺。隗囂分兵攻占陇西、武都、金城、武威、张掖、酒泉和敦煌七郡。漢更始二年（24年）隗囂歸順更始帝，被封為右將軍，至冬，隗崔與隗义叛更始帝，隗囂遣將平之，因功封御史大夫。次年夏劉秀稱帝，即日後的光武帝，隗囂勸更始帝東歸光武帝。因更始帝不允而逃回天水郡，自称西州大将军。
隗囂其人谦爱士卒，對昔年的布衣舊友也非常谦卑，並聘馬援為綏德將軍。建武二年（26年），大司徒邓禹屯云阳，西击赤眉军。裨将冯愔叛攻天水，隗囂迎击之，大敗馮愔于高平，缴獲冯愔的辎重。之後隗囂投靠光武帝，被封爲西州大将军知涼州朔方諸軍事；赤眉军攻陇之時，遣楊廣击赤眉，赤眉敗逃，又追击，败赤眉军于乌氏泾阳间。陈仓人吕鲔聯合公孙述，率数万士卒侵犯三輔，隗囂助征西大将军冯异擊退之。
建武六年（30年）公孙述犯南郡，光武帝下诏隗囂自天水伐蜀，隗囂以“白水险阻，栈阁绝败”为由拒绝出兵。同年，光武帝出兵从陇道大举伐蜀，意在消灭隗嚣，隗嚣令部将王元据守陇坻，伐木塞道，终为光武帝大军攻破，隗嚣急忙上表谢罪，将责任下推，光武帝不予追究。建武七年（31年），隗嚣暗自归降蜀帝公孙述，被公孙述封为朔宁王。
建武八年（32年）春天，光武帝派来歙袭取了略阳（今甘肃秦安陇城镇），隗嚣派王元擋之，為漢光武帝聯合河西的竇融所攻滅，隗嚣携家奔西城（今甘肅省禮縣東北、天水市西南）楊廣，光武帝處決了作為政治人质的隗嚣之子隗恂，派吴汉、岑彭包围西城，隗嚣為公孙述援军救出。
建武九年（33年），隗囂憂憤而死，王元等立隗嚣少子隗纯为王，汉军来歙攻破洛门，隗纯投降，史稱東漢平隴西之戰。

## 隗嚣宮
一說秦州麦积山北，有隗嚣宮。

## 延伸阅读
[在维基数据编辑]
 《後漢書·卷13》，出自范晔《後漢書》
 《東觀漢記》